# The King of Staten Island
The King of Staten Island is een Amerikaanse komische dramafilm uit 2020 onder regie van Judd Apatow. De film werd geïnspireerd door het leven van komiek en acteur Pete Davidson, die zelf ook het hoofdpersonage Scott vertolkt.

## Verhaal
Scott is een twintiger die samen met zijn moeder op Staten Island woont. Zijn vader, een brandweerman, overleed toen hij zeven jaar oud was. Sinds de dood van zijn vader vangt Scott weinig aan met zijn leven. Zijn zus gaat studeren en hij vult zijn dagen met wiet roken. Wanneer zijn moeder een relatie begint met een brandweerman met een grote mond wordt Scott gedwongen om zijn verdriet onder ogen te komen en een stap vooruit te zetten in zijn leven.

## Rolverdeling
| Acteur               | Personage               |
| -------------------- | ----------------------- |
| Pete Davidson        | Scott Carlin            |
| Marisa Tomei         | Margie Carlin           |
| Bill Burr            | Ray Bishop              |
| Bel Powley           | Kelsey                  |
| Steve Buscemi        | Papa                    |
| Maude Apatow         | Claire Carlin           |
| Pamela Adlon         | Gina                    |
| Machine Gun Kelly    | Eigenaar tatoeagewinkel |
| Kevin Corrigan       | Joe                     |
| Domenick Lombardozzi | Lockwood                |
| Moisés Arias         | Igor                    |
| Jimmy Tatro          | Savage                  |
| Pauline Chalamet     | Joanne                  |

## Productie
De film werd geïnspireerd door het leven van komiek Pete Davidson, die in de film zelf het hoofdpersonage Scott vertolkt. Davidson schreef het script samen met zijn Saturday Night Live-collega Dave Sirus en filmmaker Judd Apatow. Het project werd in januari 2019 aangekondigd. Drie maanden later werden Marisa Tomei, Bel Powley en Bill Burr gecast. Davidson, Tomei en Apatow hadden eerder ook al samengewerkt aan de komedie Trainwreck (2015). In mei en juni 2019 werden onder meer Steve Buscemi, Domenick Lombardozzi en Moisés Arias aan het project toegevoegd. Apatows dochter Maude werd gecast als de zus van het hoofdpersonage.
De opnamen gingen begin juni 2019 van start op Staten Island en eindigden begin augustus 2019.

## Release
The King of Staten Island zou oorspronkelijk op 13 maart 2020 het festival South by Southwest (SXSW) openen, maar het festival werd geannuleerd vanwege de coronapandemie die kort daarvoor was uitgebroken. Omdat ook veel Amerikaanse bioscopen vanwege de pandemie sloten, werd uiteindelijk besloten om de film vanaf 12 juni 2020 als video on demand (VOD) uit brengen.